# Moshe Kahlon
Moshe Kahlon (Hebreeuws: משה כחלון) (Hadera, 19 november 1960) is een Israëlische politicus. Hij is de partijleider van Kulanu en had van maart 2015 tot januari 2016 namens deze partij zitting in de Knesset. Door gebruik te maken van de Noorse Wet is hij sinds 29 januari 2016 niet meer in de Knesset afgevaardigd. Sinds 14 mei 2015 maakt hij als minister van Financiën (ook) deel uit van het kabinet-Netanyahu IV.

## Biografie
Kahlon werd geboren in een gezin bestaande uit Libische Joden afkomstig uit Tripoli. Van 1978 tot 1986 diende hij in het Israëlische leger waarna hij een zaak in autobenodigdheden begon. Vervolgens behaalde hij een bachelor in de politieke en algemene wetenschappen aan de Universiteit van Haifa, welke hij completeerde met een bachelor in de rechten aan het Netanya Academisch College.

### Politieke carrière
Kahlon behoorde oorspronkelijk bij Likoed en zat voor deze partij tien jaar in de Knesset. Ook is hij tweemaal minister geweest, van Communicatie en van Welzijn plus Sociale Zaken. Na in 2013 de politiek én zijn partij te hebben verlaten, richtte hij eind 2014 Kulanu op, een centrum(rechtse) partij die zich met name hard maakt voor meer economische gelijkheid en armoedebestrijding.
Bij de parlementsverkiezingen van 2003 maakte hij voor Likoed zijn entree in de 16e Knesset. Tijdens deze periode bracht hij het tot waarnemend voorzitter van de Knesset. Bij de parlementsverkiezingen van 2006 kwam hij als nummer drie op de kandidatenlijst opnieuw in het parlement terecht. Ook bij de parlementsverkiezingen van 2009 stond hij als zesde hoog op de lijst; behalve Knessetlid werd hij eveneens als minister van Communicatie in het kabinet-Netanyahu II opgenomen. Na het terugtreden van Yitzhak Herzog van de Arbeidspartij als minister van Welzijn en Sociale Zaken nam hij in 2011 ook deze portefeuille op zich.
Als communicatieminister heeft hij ervoor gezorgd dat de elektriciteitsrekening voor arme gezinnen werd verlaagd en leidde hij een onderzoek naar banktarieven. Verder heeft hij een omwenteling teweeggebracht in de mobiele telefoonmarkt door het mogelijk te maken dat nieuwe gegadigden zich op deze markt konden begeven met als gevolg een aanzienlijke verlaging van de prijzen op dit gebied.

#### Kulanu
Kahlon gunde zichzelf een rustperiode in de politiek en deed daarom niet mee aan de parlementsverkiezingen van 2013. Alhoewel hij ontkennend reageerde op berichten dat hij bezig was een nieuwe politieke partij op te richten, gaf hij begin 2014 aan weer terug te willen keren tegelijkertijd kritiek leverend op zowel het sociaaleconomische- als buitenlandbeleid van Likoedpremier Benjamin Netanyahu. Ook gaf hij aan bij de volgende verkiezingen het tegen hem op te willen nemen. Op 27 november van dat jaar liet hij daarom toch een nieuwe partij het levenslicht zien, Kulanu, waarvan hij tevens partijleider werd. Met deze nieuwbakken partij ging hij de parlementsverkiezingen van 2015 in en sleepte tien zetels binnen. Hiermee werd Kulanu de vijfde partij van het land. Zijn partij was een aanvaardbare kandidaat voor het nieuw te vormen kabinet-Netanyahu IV. Als tegenprestatie voor deze deelname verkreeg Kahlon de voor hem zo belangrijke ministerspost van Financiën. Tijdelijk (van 31 mei tot 1 augustus 2016) was hij ook minister van Milieubescherming en sinds 1 augustus 2016 is hij eveneens minister van Economie en Industrie. Kulanu fuseerde voor de verkiezingen van september 2019 met de Likoedpartij.

In januari 2020 bracht de Israëlische televisiezender Channel 12 het nieuws naar buiten dat Moshe Kahlon wil stoppen met de politiek na de beëdiging van de nieuwe Knesset in maart 2020. Hij is niet geïnteresseerd om als kandidaat op de lijst van de Likoed mee te doen aan de verkiezingen van maart 2020. Ook wil hij geen politiek ambt meer bekleden. Hij wil meer tijd met zijn familie doorbrengen. Hij blijft wel minister van Financiën totdat er een opvolger voor hem benoemd wordt.